# ウェッデルアザラシ
ウェッデルアザラシ（Leptonychotes weddellii）は南極に住む、比較的大型かつ数の多いアザラシである。1820 年代にイギリスのアザラシ狩りの隊長ジェームズ・ウェッデルが、現在ウェッデル海として知られる南極海の海域に向かった遠征中に発見され、命名された。この種は南極大陸近海に分布し、しばしば南極基地に隣接する定着氷環境に生息しているため、その生活誌は十分に記録されている。

## 特徴
体長はオス2.9m、メス3.3mほど。体重は400-450kg（季節変動あり）。食物は主として魚類である。